# Ines Krüger
Ines Krüger (* 21. August 1966 in Stralsund) ist eine ehemalige  deutsche Fernsehmoderatorin.

## Leben
Als Ines Krüger 1987 ihre Fernsehkarriere begann, war sie zum damaligen Zeitpunkt die jüngste Programmsprecherin beim Fernsehen der DDR. Von 1989 bis 1994 moderierte sie das Jugendmagazin Elf 99. Zuvor studierte sie an der Palucca Schule Dresden Bühnentanz. Sie ist ausgebildete Fernsehjournalistin und studierte Tanz- und Bewegungstherapie am Langen-Institut und am Tanztherapie Institut Berlin.
Von 1996 bis 1997 präsentierte sie die Sendereihe Unverblümt im MDR Fernsehen. Zu den Millenniumsfeierlichkeiten moderierte Ines Krüger für  Das Erste am Brandenburger Tor in Berlin. Von 1997 bis 2004 präsentierte sie 658-mal das ARD-Boulevardmagazin Brisant und etliche Ausgaben der Unterhaltungssendung Langer Samstag.
Von 2005 bis 2007 war sie Moderatorin und Autorin der Sendereihe Schau ins Land. Ines Krüger moderierte auch die politische Talkshow Fakt ist…! beim MDR Fernsehen aus Leipzig und Magdeburg.
Sie präsentierte Galas und Veranstaltungen für unterschiedliche Auftraggeber, zum Beispiel die Deutsche Telekom, das Sächsische Staatsministerium oder den Deutschen Franchise-Verband.
Zudem war sie in Werbespots für TV Hören und Sehen, Vedes und den Deutschen Spielzeugring zu sehen.
Sie ist Schirmherrin der „Alzheimer Angehörigen-Initiative e. V.“ und Vorstandsvorsitzende des Tierschutzverein für Berlin und Umgebung. Im Mai 2007 wurde Ines Krüger vom Präsidenten des Deutschen Tierschutzbundes, Wolfgang Apel, zu Berlins erster Tierschutzbotschafterin berufen.
Ines Krüger wurde zweimal mit dem Bambi ausgezeichnet.
Im Jahr 2007 ehrte sie das europäische Friedensprojekt des Fernwehparks Hof mit der Aufnahme in die „Signs of Fame Germany“.
Im Juni 2009 beging sie mit 400 Gästen im Maritim proArte Hotel Berlin die feierliche Premiere ihres ersten eigenen Imagefilms „Tiere brauchen Menschen“.

## Privates
Krüger lebt nördlich von Berlin und ist verheiratet.

## Auszeichnungen
- 1991: Bambi für das beste Jugendmagazin
- 2000: Bambi für das beste Boulevardmagazin
- 2007: Ernennung zur Deutschen Tierschutzbotschafterin
- 2007: Aufnahme in den „Signs of Fame Germany“